# Поляков Анатолій Васильович
Анатолій Васильович Поляко́в (31 жовтня 1922, станиця Новомиколаївська — 1 вересня 2005, Київ) — український театрознавець і педагог, кандидат мистецтвознавства з 1971 року, професор.

## Біографія
Народився 31 жовтня 1922 року в станиці Новомиколаївській (тепер місто Новоазовськ Донецької області, Україна).
Учасник німецько-радянської війни. 1950 року закінчив Київський театральний інститут.
Протягом 1960—1974 років працював у Міністерстві культури УРСР (з 1971 року — перший заступник міністра). З 1974 року викладач Київського театрального інституту, професор з 1989 року. Декан факультету театрального мистецтва у 1974—1983 роках, завідувач кафедри театрознавства у 1981—2004 роках.
Автор монографії «Героїка на сцені» (1978), наукових і театрально-критичних праць.
Був чоловіком актриси Алли Ролик (1932—2023), в шлюбі народився син Сергій, математик-програміст, викладач КНУ ім. Тараса Шевченка.
Помер на 83-му році життя 1 вересня 2005 року.

## Відзнаки
- Заслужений діяч мистецтв УРСР з 1972 року;
- Орден Вітчизняної війни ІІ ступеня (6 квітня 1985)[2];
- Орден Богдана Хмельницького III ступеня (1999)
- Довічна державна стипендія з 2002 року[3].